# José María Jara
José María Jara (Municipio de Orizaba, Veracruz;1866 o Tecamachalco, Puebla; 1867- Morelia, Michoacán 1939) fue un pintor costumbrista Mexicano, dedicado a retratar la vida cotidiana de campesinos y trabajadores, así haciendo que esta pintura sea un evento natural de la vida cotidiana.

## Biografía
Su arte se desarrolló durante un período de gran transición entre los siglos XIX y  XX, combinando métodos tradicionales con nuevos valores creados a raíz del cambio social y cultural que vivía el México de aquella época. En 1881 ingresó en  la Escuela Nacional de bellas artes, siendo sus maestros Félix Parra, José María Velasco, J. Salomé Pina y Santiago Rebull.

José María Jara solicitó una beca para continuar sus estudios en Europa. Sin embargo, este plan no se concretó y el pintor decidió trasladarse a la ciudad de Morelia para seguir una importante carrera docente. donde después se convirtió en profesor  de dibujo y pintura en la Escuela de la Academia de Bellas Artes de San Nicolás de Hidalgo. En 1922 fue nombrado director interino de la universidad y posteriormente rector de la Universidad de San Nicolás de Hidalgo. En las últimas etapas de su carrera, sus composiciones fotográficas se centraron en paisajes y retratos.

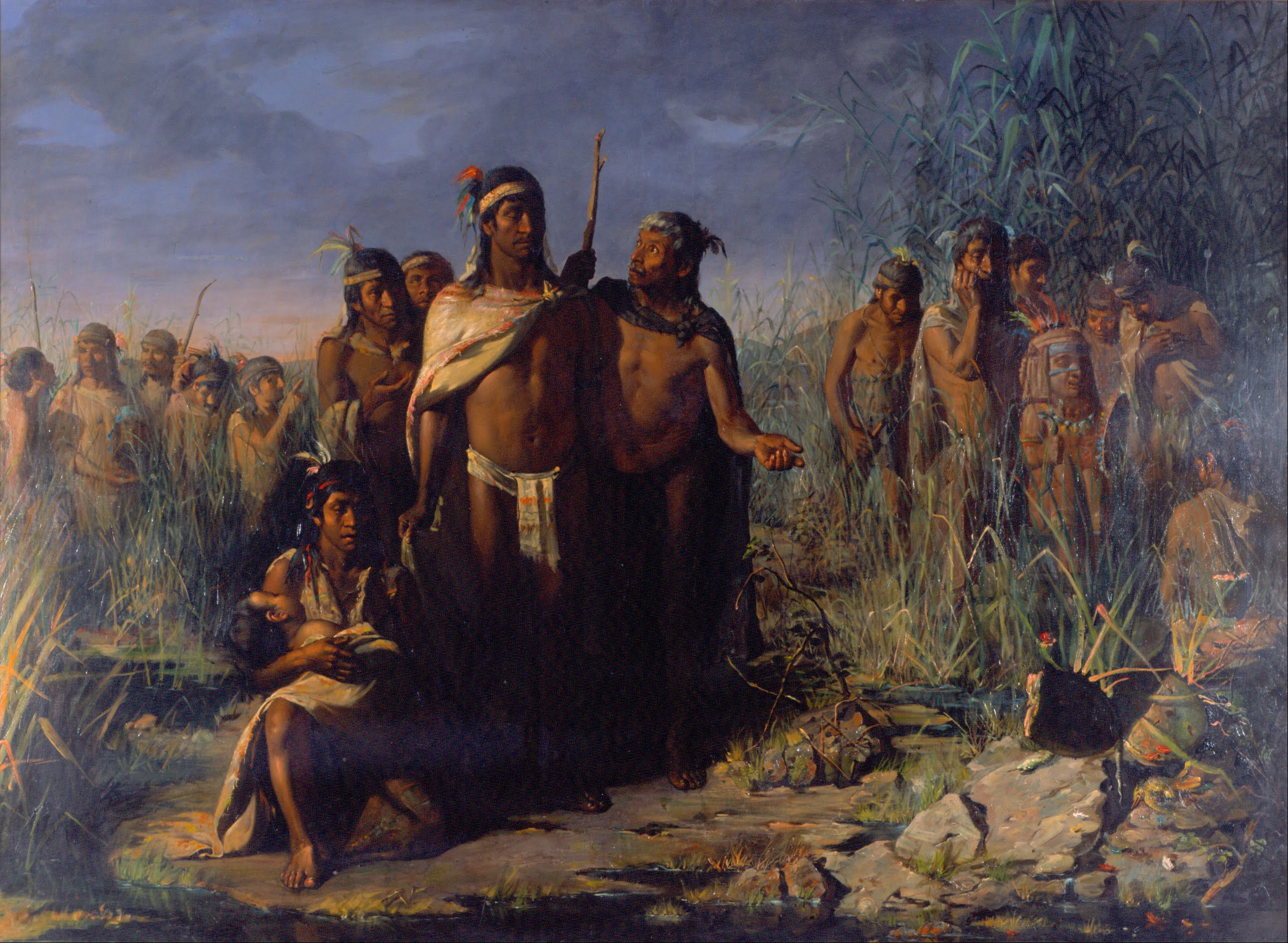
Fundación de la Ciudad de México

## Estilo artístico
De estilo costumbrista enfocados a representar la vida cotidiana de campesinos y trabajadores, convirtiendo su pintura en una forma de representar los fenómenos naturales en el entorno social.
Sus dos obras más famosas son Fundación de la ciudad de México (1889) y El velorio (1889).

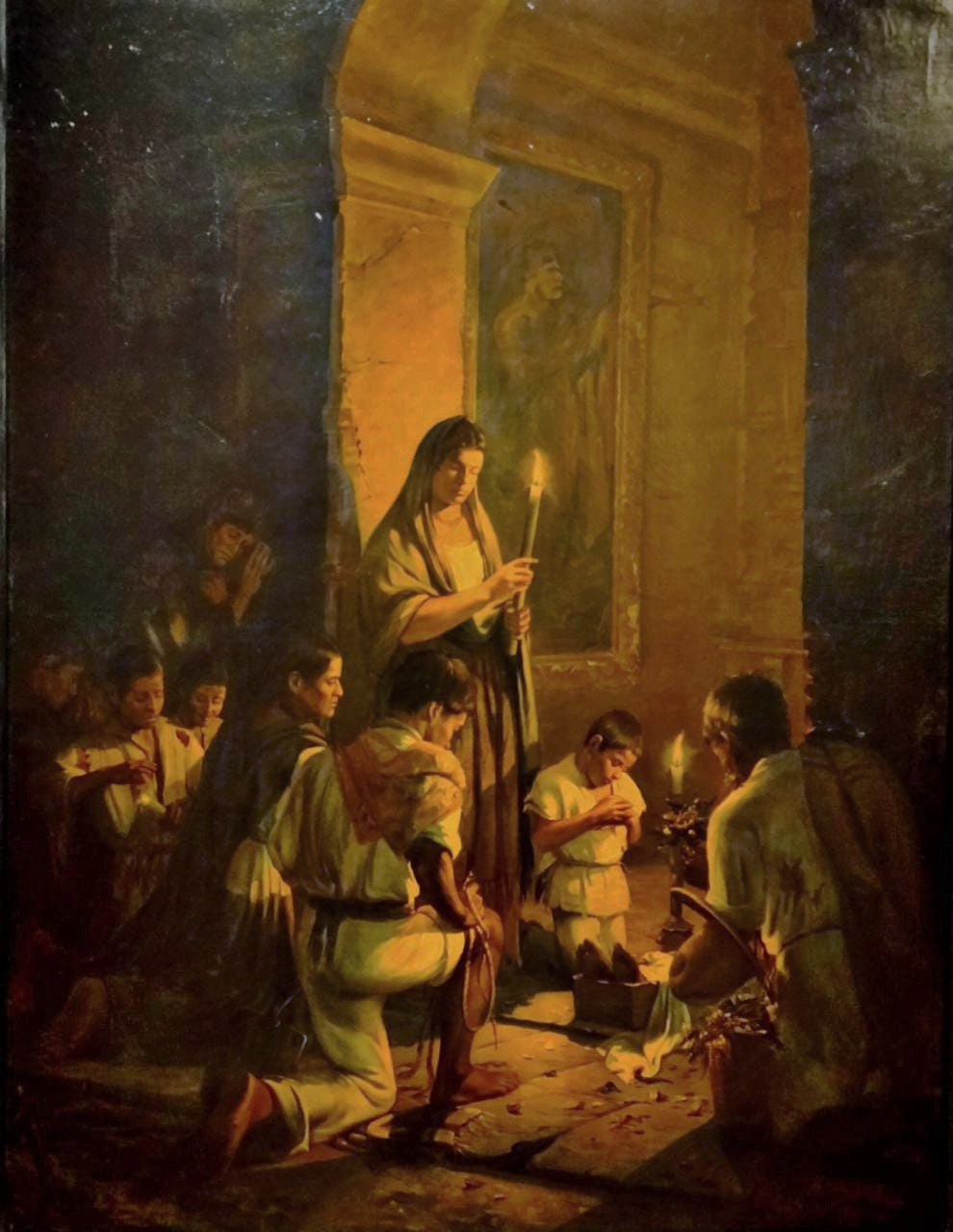
El velorio

## Premios y reconocimientos
- En 1889 participó en la Exposición Universal de París donde su obra El velorio fue premiada con medalla de bronce.[9]
- En 1889 su obra Fundación de la ciudad de México, resultó ganadora en la Exposición de la Escuela de Bellas Artes.[10]